# Wiesława Piątkowska-Stepaniak
Wiesława Barbara Piątkowska-Stepaniak (ur. 28 października 1950) – polska historyk i politolog związana z Uniwersytetem Opolskim, badacz prasy polskiej oraz Polonii. 

## Życiorys
W 1990 uzyskała stopień naukowy doktora za rozprawę Język publicystyki politycznej w tygodniku „Polityka” w latach 1980–1981, następnie habilitację w 2002 w zakresie nauki o polityce na podstawie pracy „Nowy Dziennik” w Nowym Świecie. Pismo i jego rola ideowo-polityczna na Uniwersytecie Śląskim. W rok po habilitacji przyznano jej Nagrodę Indywidualną Ministra Edukacji Narodowej i Sportu. Zajmuje się naukowo m.in. współczesnym rynkiem prasy polskiej i polonijnej, językiem publicystyki politycznej, Polonią amerykańską i londyńską. 
W latach 1997–1998 była dwukrotną stypendystką Międzynarodowej Fundacji Dziennikarskiej (International Committee on Journalism Inc.- ICJI) w Nowym Jorku.
Od 1997 zasiada w Senacie Uniwersytetu Opolskiego jako członek komisji ds. kadry naukowej. Obecnie zatrudniona w Instytucie Politologii Wydziału Historyczno-Pedagogicznego Uniwersytetu Opolskiego (jako dyrektor Instytutu do 2012) oraz w Katedrze Nauki o Polityce Wyższej Szkoły Bankowej w Poznaniu (Wydział Zamiejscowy w Chorzowie). Jest prezesem Stowarzyszenia Absolwentów Uniwersytetu Opolskiego. W 2012 roku została wybrana na stanowisko prorektora Uniwersytetu Opolskiego ds. promocji i rozwoju uczelni, które sprawowała do 2019 roku.
Należy do Opolskiego Towarzystwa Przyjaciół Nauk, współzarządza Fundacją im. Bolesława Wierzbiańskiego.
Obecnie nie związana z żadną partią, w przeszłości należała do Stronnictwa Demokratycznego (była m.in. przewodniczącą Komitetu Akademickiego oraz wiceprzewodniczącą Wojewódzkiego Komitetu SD w Opolu). 

## Wybrane publikacje
- „Nowy Dziennik” w nowym świecie. Pismo i jego rola ideowo-polityczna, Wydawnictwo Uniwersytetu Opolskiego, Opole 2000
- (red., z Lechem Rubiszem) Europa i my. Polska i Polacy wobec integracji europejskiej. Monografia, Instytut Nauk Społecznych Uniwersytetu Opolskiego, Opole 2000
- (red. i oprac., z Bolesławem Wierzbiańskim) Dziennikarze polscy na emigracji. Wspomnienia z lat 1937–1989, Uniwersytet Opolski, Opole 2001
- Autoportret zbiorowy. Wspomnienia dziennikarzy polskich na emigracji z lat 1945–2002, Opole 2003
- Polska w Nowym Jorku. Idee, spory, nadzieje emigracji politycznej w latach 1940–1990, Wydawnictwo Uniwersytetu Opolskiego, Opole 2012
- (z Danutą Piątkowską) Na antenie polonijnego radia Rytm w Nowym Jorku, Wydawnictwo Uniwersytetu Opolskiego, Opole 2018
- (z Danutą Piątkowską) Polski akcent w American Expeditionary Forces. Historie prawdziwe, fascynujące i prawie zapomniane, Uniwersytet Opolski, Opole 2022